# 五十嵐正 (建築家)
五十嵐 正（いがらし ただし、1912年 - 1981年）は、日本の建築家、北海道滝川町生まれ。
デザイナーの五十嵐威暢は甥に当たる。2005年、威暢の毎日デザイン賞(特別賞)決定により、その影響を与えた人物として、五十嵐正に注目した建築系編集者植田実(建築評論家)の手による取材が行われ、「Casa BRUTUS」（マガジンハウス）の雑誌記事と書籍の出版が行われた。

## 経歴
1912年（明治45年）、北海道滝川町の実業家 五十嵐太郎吉の家庭に六男として生まれた。
明治学院大学文学部英文学科に進学するが、目指すものが違うと、その後日本大学工学部（現 理工学部）建築学科 に再入学し建築家を志す。
1938年（昭和13年）、同校を卒業し、東京の木田建業に入社する。ほどなく札幌に転勤。
1944年（昭和19年）、召集されたが結核を患い除隊し、療養生活をおくる。戦後元の会社に復職した。
1950年（昭和25年）、木田建業を退社し、帯広市に「五十嵐建築設計事務所」を開設した。以降、帯広市を拠点に、数多くの建築作品を残す。
1981年（昭和56年）、急性心不全により逝去、68歳。